# وتوبرینکن
وتوبرینکن (به سوئدی: Vattubrinken) یک سکونتگاه مسکونی در سوئد است که در Södertälje Municipality واقع شده‌است.

## خصوصیات
وتوبرینکن ۰٫۶۹ کیلومترمربع مساحت و ۳۳۲ نفر جمعیت دارد.